# Henrique Canto e Castro
Henrique Baptista Vaz Pacheco do Canto e Castro (* 24. April 1930 in Lissabon; † 1. Februar 2005 in Almada) war ein portugiesischer Schauspieler.

## Leben
Canto e Castro trat bereits als Kind in Jugendsendungen des öffentlichen Senders Emissora Nacional auf. Erstmals auf der Bühne stand er als 13-Jähriger, als Amateur in der Theatergruppe Centro Universitário de Lisboa, die zur Jugendorganisation der Estado Novo-Diktatur gehörte, der Mocidade Portuguesa. Nach seiner ersten Rolle am 9. April 1943 in Lição do Tempo am Teatro Nacional D. Maria II folgten weitere, bevor er sich 1945 am Nationalkonservatorium (Conservatório Nacional, heute ESTC) einschrieb. Am 27. Juli 1947 schloss er sein Studium ab, mit einer Note von 18 (Höchstnote sind 20). Danach wurde er Berufsschauspieler und schloss sich wechselnden Ensembles im Großraum Lissabon an. Ab 1953 nahm er auch Rollen an den populären Revuetheatern der Hauptstadt an, stand aber weiter vornehmlich in anspruchsvollen Rollen auf der Bühne. 1960 wurde er Teil des Ensembles Amélia Rey Colaço, und feierte eine Reihe Erfolge in einer Vielzahl von Ensembles, darunter 1967 im Stück O Fusível von Peter Shaffer, das zu einem seiner größten Theatererfolge wurde. So wechselte er zwischen ernsten Rollen, Unterhaltungstheater und Kindertheater, gehörte u. a. zu den festen Ensembles des Teatro da Trindade und des Teatro Nacional D. Maria II, trat gelegentlich im Fernsehen auf, und übernahm 1957 auch eine erste Filmrolle.
Ab Ende der 1970er Jahre arbeitete er verstärkt als Synchronsprecher. So wurde seine markante Stimme dank seiner Arbeit in Fernsehserien wie Biene Maja auch bei der Jugend bekannt. Gegen Ende der 1980er Jahre zog er sich zunehmend von der Theaterbühne zurück, ohne sie je ganz aufzugeben. Er war nun häufiger im Fernsehen zu sehen, beispielsweise in der erfolgreichen Serie Duarte e Companhia, aber auch in verschiedenen Telenovelas. Insbesondere seit den 1990er Jahren wurde er dazu ein gefragter Filmschauspieler, jedoch selten in Hauptrollen.
Er war verheiratet mit der Schauspielerin Ema da Purificação Dias, mit der er drei Söhne hatte. Am 1. Februar 2005 verstarb Canto e Castro in seinem Haus in Almada.

## Rezeption
Er gehörte zu den renommiertesten Schauspielern des Theaters in Portugal. Trotz seiner Unauffälligkeit gehörte er zu den renommiertesten Schauspielern auch des Portugiesischen Films. Anders als im Theater war er dabei jedoch selten in Hauptrollen zu sehen. So war er lediglich einmal in der Kategorie „Bester Schauspieler“ für die Globos de Ouro 1999 nominiert. Seine unauffälligen, überzeugenden Interpretationen machten aus ihm dennoch einen bedeutenden Charakterdarsteller.
Unter seinen wenigen internationalen Filmrollen war sein Auftritt in Wim Wenders’ vielbeachtetem Film Lisbon Story aus dem Jahr 1994. Seine souveräne Darstellung des gutmütigen, würdigen Friseurs war eine für ihn typische Rolle. Auch sein Auftritt in Alain Tanners Lissabonner Requiem 1998 entsprach diesem Typus.

## Filmografie
- 1957: Perdeu-se um Marido; R: Henrique Campos
- 1958: O Tio Simplício (TV); R: Artur Ramos
- 1959: O Grande Teatro do Mundo (TV); R: Artur Ramos
- 1959: O Improviso de Barba-Azul (TV); R: Artur Ramos
- 1959: Dez Contos de Reis (TV); R: Artur Ramos
- 1961: Mexericos dos Irmãos Quintério (TV); R: Herlander Peyroteo
- 1963: Noite de Reis (TV); R: Fernando Frazão
- 1964: Uma Hora de Amor; R: Augusto Fraga
- 1965: Passagem de Nível; R: Américo Leite Rosa
- 1965: Não Acordem o Menino Jesus (TV); R: Varela Silva
- 1966: Gil Vicente e o Seu Teatro (Kurzfilm); R: António Lopes Ribeiro
- 1967: Uma Vontade Maior; R: Carlos Tudela
- 1970: A Castro (TV); R: Herlander Peyroteo
- 1974: A História do Jardim Zoológico (TV); R: Oliveira e Costa
- 1975: Sua Excelência (TV); R: Pedro Martins
- 1976: Alves e Companhia (TV); R: Bento Pinto da França
- 1977: Antes do Adeus; R: Rogério Ceitil
- 1979: O Caso Rosenberg (TV); R: Oliveira e Costa
- 1980: Jesus Cristo em Lisboa (TV)
- 1980: Que Farei Com Este Livro? (TV)
- 1980: Versunkener Morgen (Manhã Submersa); R: Lauro António
- 1982: A Vida É Bela?!; R: Luís Galvão Teles
- 1982: Dina e Django; R: Solveig Nordlund
- 1984: Os Abismos da Meia-Noite; R: António de Macedo
- 1985: Moura Encantada; R: Manuel Costa e Silva
- 1985: Quando as Máquinas Param (TV); R: Luís Filipe Costa
- 1986: Resposta a Matilde (TV); R: Artur Ramos
- 1987: Vem aí o Pai Natal (TV, Sprechrolle); R: Artur Ramos
- 1987: O Desejado (Sprechrolle); R: Paulo Rocha
- 1988: Meia Noite; R: Vítor Gonçalves
- 1988: Longe (TV); R: Cristina Hauser
- 1988: Mensagem; R: Luís Vidal Lopes
- 1988: Matar Saudades; R: Fernando Lopes
- 1989: Jaz Morto e Arrefece (TV); R: Luís Filipe Costa
- 1989: Um Passo, Outro Passo e Depois...; R: Manuel Mozos
- 1989: Um Chapéu de Palha de Itália (TV); R: Bento Pinto da França
- 1989: Erros Meus, Má Fortuna, Amor Ardente (TV); R: Jaime Campos
- 1989: A Rua (TV)
- 1989: Der Jaguar (President's Target); R: Yvann Chiffre
- 1989: Das Blut (O Sangue); R: Pedro Costa
- 1990: Andam Ladrões Cá em Casa (TV); R: Bento Pinto da França
- 1990: Segno di fuoco; R: Nino Bizzarri
- 1990: Crime na Pensão Estrelinha (TV); R: Fernando Ávila
- 1991: Uma Outra Ordem (TV); R: Luís Filipe Costa
- 1991: Retrato de uma Família Portuguesa (TV); R: Artur Ramos
- 1991: Ao Fim da Noite; R: Joaquim Leitão
- 1992: Xavier; R: Manuel Mozos
- 1992: A Rapariga de Varsóvia (TV)
- 1992: Hotel da Bela Vista (TV)
- 1992: O Luto de Electra; R: Artur Ramos
- 1992: O Funeral (Kurzfilm); R: Jorge António
- 1992: La gamine; R: Hervé Palud
- 1992: Tag der Verzweiflung (O Dia do Desepero); R: Manoel de Oliveira
- 1992: Das Wasser – Der letzte Kopfsprung (O Último Mergulho); R: João César Monteiro
- 1992: Amor e Dedinhos de Pé; R: Luís Filipe Rocha
- 1993: A Chama Sagrada (TV); R: Bento Pinto da França
- 1993: Encontros Imperfeitos; R: Jorge Marecos Duarte
- 1993: Hier auf Erden (Aqui na Terra); R: João Botelho
- 1993: Longe Daqui; R: João Guerra
- 1994: A Viagem (Kurzfilm); R: Jorge Queiroga
- 1994: A Ópera dos Três Vinténs (TV)
- 1994: O Tempo e o Quarto (TV)
- 1994: I morgon; R: Solveig Nordlund
- 1994: A Visita da Velha Senhora (TV); R: Artur Ramos
- 1994: D'Artagnans Tochter; R: Bertrand Tavernier
- 1994: Três Palmeiras; R: João Botelho
- 1994: Lisbon Story; R: Wim Wenders
- 1995: Die Stimme des Blutes (TV); R: Josée Dayan
- 1995: Ao Sul; R: Fernando Matos Silva
- 1996: A Fachada (Kurzfilm); R: Júlio Alves
- 1996: Cinco Dias, Cinco Noites; R: José Fonseca e Costa
- 1996: O Judeu; R: Jom Tob Azulay
- 1996: Fremdes Land (Terra Estrangeira); R: Walter Salles, Daniela Thomas
- 1997: A Note Mais Badalada (TV); R: Pedro Miguel
- 1997: A Rapariga de Varsóvia (TV); R: Artur Ramos
- 1998: Rei Lear (TV)
- 1998: Lissabonner Requiem (Requiem); R: Alain Tanner
- 1998: A Sombra dos Abutres; R: Leonel Vieira
- 1998: Tráfico; R: João Botelho
- 1998: Longe da Vista; R: João Mário Grilo
- 1999: O Anjo da Guarda; R:Margarida Gil
- 1999: Jaime; R: António-Pedro Vasconcelos
- 2000: 451 Forte; R: João Mário Grilo
- 2000: Nelken für die Freiheit (Capitães de Abril); R: Maria de Medeiros
- 2000: Combat d'amour en songe; R: Raúl Ruiz
- 2000: Palavra e Utopia; R: Manoel de Oliveira
- 2002: O Zé dos Pássaros (Kurzfilm, Sprechrolle); R: Silvina Fernandes, Paulo Sousa
- 2002: Aparelho Voador a Baixa Altitude; R: Solveig Nordlund
- 2003: O Fascínio; R: José Fonseca e Costa
- 2004: Pós (Kurzfilm); R: Diogo Camões
- 2004: Portugal S.A.; R: Ruy Guerra
- 2004: Querença; R: José Edgar Feldmann
- 2005: O Caminho Perdido (Kurzfilm), R: Teresa Garcia
- 2005: Manô; R: George Felner
- 2006: Lavado em Lágrimas; R: Rosa Coutinho Cabral

## Fernsehserien
| - 1979: „Zé Gato“ (TV-Serie) - 1979: „Os Maias“ (TV-Serie) - 1980: „Retalhos da Vida de um Médico“ (TV-Serie) - 1981: „Tragédia da Rua das Flores“ (TV-Serie) - 1985: „Contos Mágicos“ (TV-Serie) - 1985–1988: „Duarte & C.a“ (TV-Serie) - 1986: „Ora Agora Conto Eu...“ (TV-Serie) - 1988: „Clubíssimo“ (TV-Serie) - 1988: „Topaze“ (TV-Serie) - 1988: „A Mala de Cartão“ (TV-Serie) - 1990: „Alentejo Sem Lei“ (TV-Serie) | - 1991: Por Mares Nunca Dantes Navegados (TV-Serie) - 1992: Procura-se (TV-Serie) - 1992: Apanhados (TV-Serie) - 1992: A Esfera de Ki (TV-Serie) - 1993: „ Sozinhos em Casa“ (TV-Serie) - 1994: „Nico d'Obra“ (TV-Serie) - 1994–1995: „Desencontros“ (TV-Serie) - 1996: „Roseira Brava“ (TV-Serie) - 1996–1997: „Vidas de Sal“ (TV-Serie) - 1996–1997: „Polícias“ (TV-Serie) - 1997: „Filhos do Vento“ (TV-Serie) | - 1997: „Riscos“ (TV-Serie) - 1998: Ballet Rose - Vidas Proibidas (TV-Serie) - 1998–1999: „Major Alvega“ (TV-Serie) - 1999: „Nós os Ricos“ (TV-Serie) - 1999: „A Lenda da Garça“ (TV-Serie) - 1999–2000: „Esquadra de Polícia“ (TV-Serie) - 1999–2001: „O Fura-Vidas“ (TV-Serie) - 1999–2002: „Residencial Tejo“ (TV-Serie) - 2000: „Conde de Abranhos“ (TV-Serie) - 2000: „A Raia dos Medos“ (TV-Serie) - 2001: „O Processo dos Távoras“ (TV-Serie) | - 2001: „Segredo de Justiça“ (TV-Serie) - 2001: „O Bairro da Fonte“ (TV-Serie) - 2001: „O Espírito da Lei“ (TV-Serie) - 2001–2003: „Anjo Selvagem“ (TV-Serie) - 2002: „Camilo, o Pendura“ (TV-Serie) - 2002: „Sociedade anónima“ (TV-Serie) - 2002: „A Minha Sogra É uma Bruxa“ (TV-Serie) - 2003: „Os Malucos do Riso“ (TV-Serie) - 2004: „A Ferreirinha“ (TV-Serie) - 2004–2005: „Mistura Fina“ (TV-Serie) - 2005: „João Semana“ (TV-Serie) |